# Манастир Кутлумуш
Манастир Кутлумуш (грч. Μονη Κουτλουμουσιου) — православни грчки манастир на Светој гори. Шести је у хијерархији светогорских манастира. Посвећен је Христу Спаситељу - његовом Преображењу.

## Опис
Смештен у је средишту североисточне падине Свете горе, у близини места Кареја. Поред Кутлумуша је најпознатија лука на Светој гори, познат под називом Камегра, налази се источно од пристаништа Иверског манастира. У Камегри пристају бродови који долазе на Свету гору.
Манастир је изграђен у облику четвороугла, окружен зидинама са келијама, на три спрата. У западном зиду у горњем делу налази се трпезарија, као и две капије на северном зиду. Саборни храм посвећен је Преображењу Господњем и богато је осликан. Библиотека чува бројне грамате влашких војвода словенским игуманима и грчком патријарху (1397-1640). Лобања светог Алимпија Столпника се налази у ризници.
Манастир се од 1988. године, заједно са осталих деветнаест светогорских манастира, налази на УНЕСКО-вој листи светске баштине у склопу споменика средњег века обједињених под заштићеном целином Планина Атос.

## Историја
Манастир се први пут помиње 1169. године. Изградио га је византијски цар Алексије Комнин у XII веку. Име асоцира на Туркменистан и једног од истоименог потомака владара Кутлумуша I (умро 1063) из малоазијске гране Турака Селџука, који је прихватио хришћанство. Периоди просперитета смењивали су се периодима опадања манастира. Кутлумуш је често током своје историје био рушен и обнављан.
Један од периода просперитета манастира везује се за управу игумана Харитона Иверскога (умро 1381) у другој половини XIV века. Игуман Харитон је августа 1372. године постао за Влахе угро-влашки митрополит. Велики допринос његовом опоравку дале су влашке војводе. Војвода Александар Басараба (1352-1364) обдарио је манастир и подигао одбрамбени пирг. Његов наследник, Јован Владислав (1364-1374) за време монаха Харитона подигао је манастирска здања и пристаниште. То је време када су румунски калуђери из Влашке добили слободу да се ту на Светој Гори у том грчком манастиру подвизавају. Манастир се у то време звао "Харитонов" или "Војводин манастир". Патријарх Антоније га 1393. године проглашава патријаршијским. Мирча Стари влашки владар (1386-1418) даровао је такође Кутлеуш, па се његово име налази међу именима оснивача, на натпису на нартексу главне цркве. Тада се манастир назива "Лавром румунских земаља". Војвода Неагул Басараба (1514), Радул и Влад су такође дали свој допринос.
У другој половини 14. века до тада скромни манастир је доживео процват, када је стекао наклоност и осетио милост српских владара и племства. У више докумената помињу се издашни дародавци: српски цар Душан, царица Јелена (монахиња Јелисавета), деспот Јован Угљеша и његов таст кесар Војихна, Вук Бранковић и његов брат Никола Радохна (Радоња) и други. Након смрти игумана Харитона 1381. године, манастир је стекао наклоност српског велможе Константина Драгаша. Овај је богато даровао манастирско братство тако да га патријарх у сигилиону од јуна 1383. године назива заштитником и оснивачем манастира. Касније је у манастиру боравио архимандрит Герасим Зелић.
Братство манастира је услед велике немаштине кола је завладала у 15. веку тражило 1428. године да се уједине са манастиром Алипијем. Тај манастир је био посвећен Св. Апостолима Петру и Павлу. Монаси из Кутлеуша требало је да се преселе у Алипију, а Кутлеуш да постане његов метох. По повељи цариградског патријарха Јеремије, 1541. године манастир је поново био грчки. Манастирски храм посвећен Преображенију Господњем, подигнут је 1540. године. У манастиру је било седам параклиса од којих је један посвећен Богородици Страшној. Дозидан је он 1773. године уз северну страну велике цркве, у име Акатисне Мајке Божије, и ту је постављена икона "Богородица Акатисна" (или Богородица Страшна - заштитница). Манастиру припада и скит Св. Панталејмона, на путу за манастир Ивирон. Основао га је 1785. године јеромонах Харалампије, када је изградио малу цркву са звоником. У једној од келија које припадају Кутлумушу у Кареји живео је јеромонах Дионизије из Фурне, сликар и аутор сликарског приручника. Он је ту осликао у келијској малој цркви Св. Јована Претече.
У XIX веку Кутлумуш је разорен од Турака за време грчког устанка. Пострадао је манастир и у великом пожару 1497. године али и у следећа три.